# (32230) 2000 OP27
2000 OP27 (asteroide 32230) é um asteroide da cintura principal. Possui uma excentricidade de 0.13151550 e uma inclinação de 18.16582º.
Este asteroide foi descoberto no dia 23 de julho de 2000 por LINEAR em Socorro.